# ARA Patagonia (1886)
«Патагонія» (ісп. ARA Patagonia) — бронепалубний крейсер військово-морських сил Аргентини кінця XIX століття.

## Історія створення
Крейсер «Патагонія» був замовлений Аргентиною в Австро-Угорщині на верфі «Stabilimento Tecnico Triestino», Трієст. Закладений у 1885 році, спущений на воду у 1886 році, вступив у стрій у лютому 1887 року.

## Конструкція
«Патагонія» - гладкопалубний крейсер зі сталевим корпусом та дерев'яною обшивкою дна. Мав таранний форштевень та низькі надводні борти. Броньована 30-мм палуба простягалась на всю довжину корабля.
Силова установка складалась з двох горизонтальних парових машин типу «Компаунд» загальною потужністю 2 400 к.м. Максимальна швидкість становила 14 вузлів.
254-мм гармата Армстронга розміщувалась у носовій частині, три 152-мм гармати Армстронга розміщувались по бортах та у кормовій частині.

### Модернізації
У 1909 році корабель пройшов модернізацію, під час якої була замінена артилерія. У носовій частині встановили одну 152-мм гармату, у кормовій - одну 120-мм гармату, по бортах - вісім 75-мм гармат.
У 1919 році 2 парові машини замінили однією потужністю 500 к.с., яка працювала на нафті. Запас нафти становив 263 т, швидкість - 10 вузлів.

## Історія служби
Після вступу у стрій крейсер став флагманом 1-ї дивізії кораблів. У 1890 році брав участь в Парковій революції, під час якої обстрілював Буенос-Айрес.
У 1893 році, під час «повстання радикалів» залишився вірним уряду.
У 1894 та 1895 роках у складі 2-ї дивізії кораблів брав участь в морських навчаннях.
У 1915 році ніс службу в естуарії Ла-Плати, забезпечуючи нейтралітет Аргентини під час Першої світової війни.
У 1918 році з корабля було знято все озброєння, і у 1919 році він був переобладнаний на військовий транспорт. Корабель курсував між Буенос-Айресом та Ушуая.
У 1925 році корабель був виключений зі складу флоту і у 1927 році зданий на злам.